# 揖斐大橋
揖斐大橋（いびおおはし）は、岐阜県大垣市と同県安八郡安八町を結ぶ、揖斐川に架かる岐阜県道31号岐阜垂井線の橋梁である。1974年（昭和49年）3月31日までは国道21号だった。

## 概要
岐阜県の、昭和恐慌による失業者への救済策である「岐垣国道改築工事事業」の一つとして、揖斐川に架橋された。
道路・鉄道併用橋として竣工したが、鉄道計画は事業化されず、1964年（昭和39年）に軌道敷は道路床版に改められ、道路専用橋となった。
土木学会が「日本の近代土木遺産」「土木学会選奨土木遺産」に認定したほか、岐阜県は、「歴史的鋼橋」としている。